# 双胜镇 (科尔沁左翼后旗)
双胜镇，是中华人民共和国内蒙古自治区通辽市科尔沁左翼后旗下辖的一个乡镇级行政单位。

## 行政区划
双胜镇下辖以下地区：
双胜村、小坨子村、十三崴子村、七十二天地村、新街基村、双布朗坨子村、花大树村、东升村、平安村、保安村、四合村、二道河子村、向阳村、新建村、丰胜村、碱岗村、胜利村、丰富村、朝阳村、大仓子村、二道壕村、继斌村、三江村和七家子村。